# مسرح مستغانم الجهوي
مسرح مستغانم الجهوي من أحد المسارح الجزائرية ويتواجد بمدينة مستغانم بطريق الميناء- مستغانم.

## التأسيس
أنشئ مسرح مستغانم الجهوي بموجب المرسوم التنفيذي رقم 13-181 مـؤرخ في 24 جمادى الثانة عام 1434 الموافق للخامس ماي سنة 2013، وحمل اسم الفنان الراحل جيلالي بن عبد الحليم. 
استفاد مسرح مستغانم من بناية جديدة على الطراز المعماري الإيطالي، وجرى افتتاحه رسميا في 27 مارس 2016، وأسندت إدارته إلى الفنانة نبيلة محمدي.
واحتضن مسرح مستغانم على مدار عام 2017، احتفالية “مستغانم عاصمة المسرح” تزامناً مع الذكرى الخمسين لتأسيس مهرجان مسرح الهواة.
وكان الإنتاج الأول “دم الحب” عن نص ولد عبد الرحمان كاكي وإخراج محمد تاكيرات.